# Corinthic
Die Corinthic war ein 1902 in Dienst gestelltes Passagierschiff der britischen Reederei White Star Line, das im Passagier- und Frachtverkehr von Großbritannien nach Neuseeland eingesetzt wurde. 1931 wurde das Schiff außer Dienst gestellt und abgewrackt.

## Das Schiff

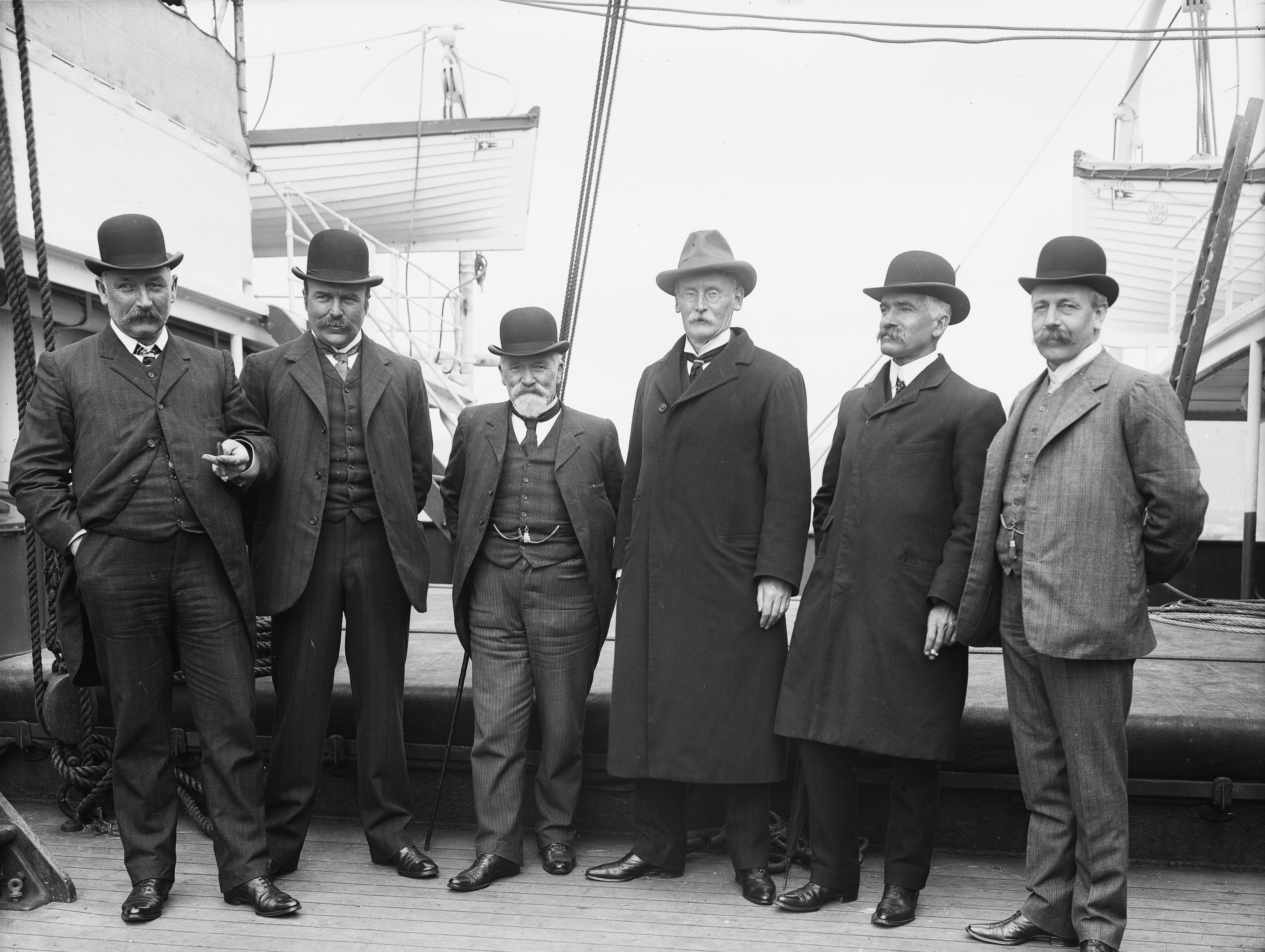
William Hall-Jones (vierter von links) mit anderen neuseeländischen Politikern an Bord der Corinthic (1908)

Das 12.231 BRT große Dampfschiff Corinthic wurde auf der Belfaster Schiffswerft Harland & Wolff gebaut und lief am 10. April 1902 vom Stapel. Die Corinthic war das mittlere in einer Klasse von drei Schwesterschiffen, die für den Passagier- und Frachtservice nach Neuseeland gebaut wurden. Die beiden anderen waren die Athenic (1902) und die Ionic (1903).
Die Corinthic wurde mit achtzylindrigen Vierfachexpansions-Dampfmaschinen von Harland & Wolff angetrieben, die auf zwei Propeller wirkten und 604 nominale Pferdestärken leisteten. Die Passagierkapazitäten lagen bei 121 Passagieren der Ersten Klasse, 117 der Zweiten Klasse und 450 der Dritten Klasse. Das Schiff war mit elektrischem Licht und Kühlkammern zum Transport von gefrorenem Fleisch ausgestattet.
Am 20. November 1902 lief die Corinthic in London zu ihrer Jungfernfahrt nach Kapstadt und Wellington aus. Sie blieb auf der Neuseelandroute, bis sie 1917 wie auch ihre Schwesterschiffe unter das Liner Requisition Theme (in etwa „Schiffsanschaffungsprogramm“) der britischen Regierung fiel. Sie transportierte Truppen aber nur in den Unterkünften der Dritten Klasse. Die Erste und Zweite Klassen blieben zivilen Fahrgästen vorbehalten.
Ende des Jahres 1918 wurde sie wieder ihren Eignern übergeben und umfassend in Stand gesetzt. Am 20. Januar 1920 lief die Corinthic zu ihrer ersten Fahrt nach dem Krieg von Großbritannien über den Panamakanal nach Wellington aus. 1923 rettete sie die Besatzung des neufundländischen Schoners Marguerite Ryan, der in Seenot geraten war. Auf einer Fahrt im Jahr 1926 konkurrierte sie mit dem Passagierdampfer Remuera der New Zealand Shipping Company um die schnellere Überfahrt. Beide Schiffe befanden sich die gesamte Zeit über in Sichtkontakt und liefen zeitgleich in Wellington ein. Am 14. August 1931 legte die Corinthic in Southampton zu ihrer letzten Fahrt nach Wellington ab. Im Dezember 1931 wurde sie zum Abbruch an die Hughes Bolckow Shipbreaking Company verkauft und in Blyth abgewrackt.